# Нанодіапазон
Нанодіапазон (англ. Nanoscale) — інтервал просторової шкали 1-100 нм, в якому реалізуються основні взаємодії в наносистемах і яким обмежуються зверху і знизу геометричні розміри нанооб'єктів по одному або декількох вимірах.

## Опис
Нанодіапазон «межує» на шкалі масштабів з рівнем «мікро» (характерний розмір — мікрони), який задає так звані «структурно-чутливі» властивості матеріалу (наприклад, для кераміки — залежні від розміру зерен), і атомарним рівнем, який визначає фундаментальні характеристики речовини. Сумарний вплив ефектів, які спостерігаються на кожному з цих рівнів характеризує об'єкт в цілому, на макрорівні.
Для нанодіапазона характерний прояв властивостей, відмінних від хімічних, фізичних або біологічних властивостей макростану (об'ємного стану) речовини. Зокрема, в нанодіапазоні проявляються ефекти квантування, тунелювання, значною стає роль міжмолекулярних взаємодій (сил Ван-дер-Ваальса, водневих зв'язків і т. д.).